# Dutch Podcast Awards 2021
De vierde uitreiking van de Dutch Podcast Awards vond plaats op 28 oktober 2021 in het Grand Hotel Krasnapolsky in Amsterdam. In enkele categorieën waren op 26 en 27 oktober al de winnaars bekendgemaakt tijdens de uitzendingen van BNR Nieuwsradio.
Voor de editie van 2021 werden door het publiek zo'n 50.000 podcasts genomineerd. Uiteindelijk zijn hieruit door een weging van de nominaties en de keuzes van de vakjury, 45 podcasts genomineerd in 9 verschillende categorieën.

## Aantal stemmen
In 2021 werden ruim 100.000 stemmen uitgebracht op de 45 genomineerde podcasts. Dat waren er bijna twee keer zo veel als in 2020. Dit jaar telden de publieksstemmen voor 70% mee in de eindscore, de andere 30% kwam van een jury.

## Winnaars en genomineerden
De winnaars staan bovenaan in vet lettertype.

### Beste Podcast van Nederland
- De Deventer Mediazaak[4]

### Nieuws & Opinie
- The Gygs
- Europa draait door
- TPO-Podcast
- Het Land van Wierd Duk
- De Stemming

### Media & Cultuur
- De Lesbische Liga Podcast
- Trust Nobody
- Televisië
- Maestro met de breinaald
- 146 Podcast

### Lifestyle & Maatschappij
- Marc-Marie & Aaf vinden iets
- Oersterk.nu
- Kleine Meisjes Worden Groot
- Kukuru
- Man man man de Podcast

### Tech & Wetenschap
- De Universiteit van Nederland
- Nerd Culture
- Dinocast
- Signaalwaarde
- Onbehaarde Apen

### Verhalend
- De Deventer Mediazaak
- Duister de Podcast
- Moordcast
- Moordzaken
- De Vlaamse Kunstroof

### Sport
- F1 aan Tafel
- Dick Voormekaar Podcast
- De Cor Potcast
- Podje Golf
- Pak Schaal Podcast

### Zakelijk
- Hoeveel ben ik waard?
- Het Nieuwe Geld
- We Message Podcasts
- IEX Podcast
- Marketingpraat

### Brandstory
- Below The Radar, Above Yourself
- Topstukken
- De kunst van kiezen
- Licht op Legal
- Beller Onbekend

### Beste host
- Bastiaan Meijer, de Podbast
- Hannelore Zwitserlood
- Yves Gijrath
- Dorus van Mosselveld
- Elger van der Wel